# Julian Simon
Julian Lincoln Simon, född 12 februari 1932, död 8 februari 1998, var en amerikansk ekonom. Han var professor i ekonomi och företagsekonomi vid University of Illinois från 1963 till 1983 innan han senare flyttade till University of Maryland, där han undervisade under resten av sin akademiska karriär.
Simon skrev många böcker och artiklar, mestadels om ekonomiska ämnen, utifrån en optimistisk synvinkel. Han är mest känd för sitt arbete om befolkning, naturresurser och invandring. Simon förknippas ibland med överflödsfulla åsikter och som kritiker av malthusianismen. I stället för att fokusera på naturens överflöd fokuserade Simon på varaktiga ekonomiska fördelar från kontinuerlig befolkningstillväxt, även trots begränsade eller ändliga fysiska resurser, främst genom kraften i mänsklig uppfinningsrikedom att skapa ersättningar, och från tekniska framsteg.[källa behövs]
Han är också känd för det berömda Simon-Ehrlich-vadet, ett vad han ingick med ekologen Paul R. Ehrlich. Ehrlich satsade på att priserna på fem metaller skulle öka under ett decennium, medan Simon intog motsatt ståndpunkt. Simon vann vadet, eftersom priserna på metallerna sjönk kraftigt under det årtiondet.

## Uppväxt och utbildning
Simon föddes i Newark, New Jersey, den 12 februari 1932. Han växte upp i en judisk familj som migrerade till Newark som en del av en våg av judar som flyttade in i förorterna. Hans morföräldrar ägde en järnaffär i stadens centrum. År 1941 flyttade han med sina föräldrar till Millburn, New Jersey, där de upplevde betydande ekonomisk osäkerhet. Vid 12 års ålder blev Simon främmande för sin far, som han uppfattade som distanserad "förutom när jag gjorde något som irriterade honom." Han utvecklade en närmare relation med sin mor och två mostrar. När Simon senare reflekterade över sin barndom erinrade han sig att han hade "lite glädje" och färre "firanden och lyckliga stunder".
Vid 14 års ålder gick Simon med i Boy Scouts of America och blev en Eagle Scout. Hans erfarenhet av att bli förnekad som scout påverkade en världsbild som ogillade elitism och sympatiserade med vad han beskrev som "de kämpande fattiga, de maktlösa och de som nekades möjligheter av omständigheterna". Han utbildades vid den lokala Millburn High School. I sin självbiografi, A Life Against the Grain, skrev Simon att "jag lärde mig först att säga 'Vill du satsa?'" när jag grälade med sin far. "Han brukade säga upprörande felaktiga saker på ett auktoritativt sätt och vägra lyssna på några frågor. Det fanns egentligen ingenting jag kunde säga förutom 'Vill du satsa?'"
Simon studerade experimentell psykologi som grundstudent vid Harvard University, där han också tog kurser på forskarnivå i ämnet och tog examen med en kandidatexamen i humaniora (BA) 1953. Vid Harvard var Simon medlem i dess Reserve Officers' Training Corps-program och deltog med ett fullt stipendium som tillhandahölls av Holloway-planen. Han var också aktiv medlem i universitetets debattlag. För att täcka sina utgifter arbetade Simon på olika jobb – bland annat som säljare, kontorist och fabriksarbetare – och använde sina vinster från dagliga pokerspel. Bland hans nära vänner på universitetet fanns skulptören Aristides Demetrios.
Från 1953 till 1956 tjänstgjorde Simon som officer i den amerikanska flottan på USS Samuel B. Roberts. Han var också stationerad vid Camp Lejeune i North Carolina för USA:s marinkår. År 1957 påbörjade han forskarstudier vid University of Chicago, där han tog en magisterexamen i företagsekonomi (MBA) år 1959 och en doktorsexamen i filosofi (Ph.D.) i företagsekonomi år 1961. Han influerades av ekonomerna Milton Friedman, Friedrich Hayek och Theodore Schultz, som alla var knutna till universitetet.

## Karriär
Från 1961 till 1963 drev Simon Julian Simon Associates, en agentur för postorder och reklam. Han hade flyttat till New York med sin fru, Rita James, för att starta ett företag. Han uttryckte missnöje med de begränsande regleringar han stötte på, och kallade dem för "byråkratins tyranni". Simon bestämde sig för att skriva en bok om direktreklam och sökte en akademisk tjänst. Under en tid av snabb expansion bland universiteten fick han en tjänst som professor i reklam vid University of Illinois Urbana-Champaign. Hans tid som privatägande företag skulle påverka hans ekonomiska perspektiv.
Simon skulle tillbringa större delen av sitt vuxna liv inom den akademiska världen. Han publicerade en mängd olika artiklar om ämnen som rörde reklam och marknadsföring, och senare forskade han i allt från biblioteksförvaring till självmord och överbokning på flygbolag. Vid University of Illinois bytte han 1966 för att undervisa i marknadsföring där. Hans forskningsfokus skiftade också mot att hantera befolkningstillväxt. Simon använde sin tidigare erfarenhet av marknadsföring för att främja preventivmedel; artiklar han publicerade rekommenderade kampanjer för familjeplanering. Han uppmärksammade W. Parker Mauldin från Population Council, som ordnade så att han besökte Indien för att undersöka möjliga sätt att marknadsföra preventivmedel. Hans ursprungliga antaganden innebar att en ökande befolkning åtföljdes av allvarliga ekonomiska hot. Efter att ha beräknat kostnaderna och fördelarna med familjeplanering drog han slutsatsen att länder kunde vinna ekonomiskt på att förhindra födslar och förespråkade starkare investeringar i planeringsprogram.
Essäer av ekonomerna Simon Kuznets och Richard Easterlin från 1967 påverkade Simon starkt, som började bli alltmer skeptisk till konsekvenserna av befolkningstillväxten allt eftersom han forskade om fertilitetsnivåer. Kuznets och Easterlin menade att historiska data visade att befolkningstillväxten inte hade någon negativ effekt på den ekonomiska tillväxten; Simon menade att deras resultat ledde till hans skeptiska syn. Han kom också att påverkas av den danska ekonomen Ester Boserup, som fann att, i motsats till Thomas Malthus, var det en växande befolkning som avgjorde de mest effektiva jordbruksmetoderna. Under ett besök i Washington, DC 1969, upplevde Simon en uppenbarelse vid Marine Corps War Memorial. Han skrev senare: ”Och sedan tänkte jag: Har jag blivit galen? Vad har jag för ärenden att försöka hjälpa till att ordna så att färre människor föds, och att var och en av dem kan vara en Mozart eller en Michelangelo eller en Einstein – eller helt enkelt en glädje för sin familj och sitt samhälle och en person som kommer att njuta av livet?”
I februari 1970 ersatte Simon psykiatern Robert Jay Liftons plats för att tala vid ett fakultetsmöte i sin hemstad Urbana, Illinois. Hans föredrag hade rubriken "Vetenskapen visar inte att det finns överbefolkning". Han förklarade: "Jag ser befolkningsexplosionen inte som en katastrof, utan som en triumf för mänskligheten. Huruvida befolkningstillväxten är för snabb eller för långsam är en värdering, inte en vetenskaplig." Föredraget fick uppmärksamhet bland hans kollegor, och han blev inbjuden att tala vid Jordens dag 1970 i Urbana. Simon talade inför en stor publik; efter att Planned Parenthoods ordförande Alan Frank Guttmacher avslutat sitt anförande framförde Simon sin skeptiska åsikt och ifrågasatte om tillväxt och knapphet utgjorde ett hot mot samhället. Biologiprofessorn och kollegan Paul Silverman steg snart upp på talarstolen och fördömde Simons kommentarer, medan Simon satt bredvid honom. Silverman kallade honom en "falsk profet" som "saknar vetenskap eller substans". Händelsen stannade hos Simon, som nu hyste ett agg mot Silverman. Två veckor senare hetsade han upp Silverman på en fakultetsfest och de två bråkade. Washington Post skrev 1985 att händelsen inledde Simons "intellektuella krig".
År 1969 utnämndes Simon till professor i ekonomi och företagsekonomi vid University of Illinois, och skulle kvarstå i den positionen fram till 1983. Från 1970 till 1971 och 1974–75 var han gästprofessor vid Hebreiska universitetet i Jerusalem. I början av 1970-talet handlade Simons akademiska arbete till stor del om sambandet mellan befolkning och fertilitet. Han skrev främst i tidskrifter om ekonomi, demografi och utveckling. År 1975 hävdade hans publicerade artiklar att det fanns ekonomiska vinster med befolkningstillväxt, i motsats till antagandena att tillväxt ledde till minskade investeringar. De kom mitt i växande farhågor från miljöaktivister, som hämtade inspiration från biologen Paul R. Ehrlichs bok från 1968, Befolkningsbomben, och Romklubbens rapport från 1972, Tillväxtens gränser. Vid den tiden skilde sig synen på knapphet bland ekonomer som Simon, Robert Solow och William Nordhaus från ekologers. Ekonomer menade att knapphet var en föränderlig, dynamisk variabel snarare än den mer allmänt förekommande uppfattningen bland forskare att det var en begränsning som orsakade en ekologisk kollaps.
Simon intog en aggressiv strategi när han attackerade den dominerande konsensusen om befolkningstillväxt. Han utfärdade retoriska utmaningar som skilde honom från och gick längre än andra ekonomer. En starkare tro på den fria marknaden skilde honom också från Nordhaus och Solow, som var en del av mainstreamen. Politiska progressiva och miljöaktivister ansåg hans åsikter vara alltför optimistiska. Även när miljöpessimister fick större inflytande i politiska beslut under president Jimmy Carter, intensifierade Simon och andra optimister sin kritik av befolkningskontroll och miljöregleringar.
Simon flyttade 1983 för att bli professor vid University of Maryland, College Park, där han arbetade resten av sin akademiska karriär. Han var medlem i American Economics Association, American Statistics Association och Population Association of America.

## Vadet med Ehrlich

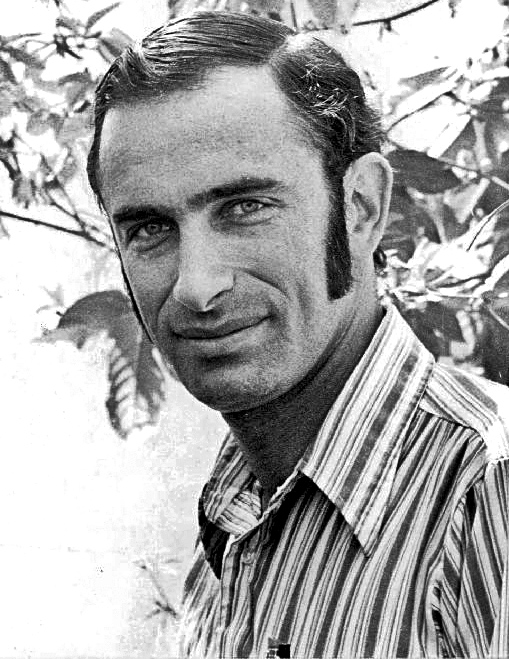
Vetenskapsmannen Paul R. Ehrlich (bild från 1974) förutspådde att flera kriser skulle inträffa under 1970-talet, inklusive en dramatisk minskning av medellivslängden och behov av matransonering.

Simon och Paul R. Ehrlich möttes första gången direkt sommaren 1980, då Simon bestämt tillbakavisade påståenden från Newsweek och FN, som båda hade överskattat dödssiffran orsakad av en torka i Västafrika från 1968 till 1973. Hans genmälen, publicerade i tidskriften Science och The Washington Post, riktade sig också mot miljöfördömare. Simon avvisade Ehrlichs påstående i Befolkningsbomben att begränsad livsmedelsförsörjning nödvändigtvis kan kräva befolkningskontroll och avvisade även att mänskligheten höll på att nå sin ekologiska gräns, ett påstående som populariserades av The Limits of Growth. Han skyllde populariteten för sådana överdrivna påståenden som att "dåliga nyheter säljer böcker, tidningar och tidskrifter". Simon förklarade att tekniska framsteg skulle minska bristen eftersom "vi hittar nya råvaror, uppfinner bättre produktionsmetoder och upptäcker nya ersättningar".
I december 1980 utfärdade Ehrlich och hans fru, Anne Ehrlich, tillsammans med kollegorna John Holdren och John Harte, kritik i Science av Simons genmälen. De menade att tekniken inte räckte för att ersätta viktiga ekologiska system och att brist på energi och mineraler fortfarande var en aktuell fara. De avfärdade Simons text som ett "trött gammalt argument" med "slående missuppfattningar" som återspeglade ekonomer "som inte vet någonting om geologi". Biologen Wayne Davis vid University of Kentucky bestred ett påstående i Simons artikel om att oljepriserna skulle minska och sa att det "motsäger logiken". Ehrlichs och Simons tvist skulle fortsätta in i nästa år, med ytterligare publikationer mot varandra i Social Science Quarterly. Simon skrev 1981: "Hur ofta måste en profet ha fel innan vi inte längre tror att han eller hon är en sann profet?"
Simon trodde att Ehrlichs antaganden om demografi var felaktiga och att hans offentliga uttalanden inte hade fått "konsekvenserna av att ha fel". År 1969 sa Ehrlich att "Om jag vore en spelare skulle jag ta emot pengar även om England inte kommer att existera år 2000." Han förutspådde att i avsaknad av global befolkningskontroll skulle ett utbrett kärnvapenkrig, sjukdomar, knapphet eller allvarlig resursbrist uppstå till följd av överbefolkning. Ehrlich fick bred uppmärksamhet för sina åsikter och spred sina farhågor i Saturday Review, Playboy, Penthouse och i The Tonight Show Starring Johnny Carson, där han var en frekvent gäst och hade minst 20 framträdanden. År 1970 höll Ehrlich 100 offentliga föreläsningar och medverkade i 200 radio- och tv-program. Hans uppmärksammade engagemang gav honom kändisstatus som vetenskapsman. Simon mindes senare om Ehrlich: "Här var en kille som nådde en enorm publik, ledde sin gigantiska miljöhysteri, och jag kände mig fullständigt hjälplös."
I en satsning på framtida råvarupriser utmanade Simon Ehrlich att göra en vetenskaplig satsning för att testa deras teorier om framtida resursöverflöd. Om Ehrlichs tro att befolkningstillväxten skulle öka bristen var korrekt, skulle priserna på metallerna öka på grund av ökad efterfrågan. Simon trodde att tekniska framsteg skulle minska knappheten och förutspådde därför en prisminskning över tid. Ehrlich gick med på erbjudandet. Han kommenterade att han skulle acceptera Simons "häpnadsväckande erbjudande innan andra giriga människor hoppade på." Han rådfrågade Harte och Holdren för att utforma en korg med fem metaller som de trodde skulle stiga i pris med ökande knapphet och utarmning. De valde krom, koppar, nickel, tenn och volfram. Simon vann slutligen vadet, och alla fem metaller sjönk i pris.
- Priset på tenn sjönk på grund av en ökad användning av aluminium, ett mycket mer rikligt förekommande, användbart och billigt material.
- Bättre gruvteknik möjliggjorde upptäckten av stora mängder nickel, vilket satte stopp för det nästan-monopol som hade rått på marknaden.
- Volfram minskade på grund av den ökade användningen av keramik i köksredskap.
- Priset på krom sjönk på grund av bättre smälttekniker.
- Priset på koppar började falla på grund av uppfinningen av fiberoptisk kabel (som utvinns ur sand), vilken fyller ett antal av de funktioner som en gång endast var reserverade för koppartråd.

I alla dessa fall möjliggjorde bättre teknik antingen en effektivare användning av befintliga resurser, eller ersättning med en rikligare och billigare resurs, som Simon förutspådde.

### Föreslaget andra vad
1995 utfärdade Simon en utmaning för ett andra vad. Ehrlich avböjde och föreslog istället att de skulle satsa på ett mått på mänskligt välbefinnande. Ehrlich erbjöd Simon en uppsättning av 15 mätvärden under 10 år, där vinnaren skulle utses av forskare som valdes av presidenten för National Academy of Sciences år 2005. Det fanns ingen enighet, eftersom Simon ansåg att alltför många av de mätbara attributen för världen som mättes med hjälp av mätinstrumentet inte var direkt relaterade till mänskligt välbefinnande, t.ex. mängden lustgas i atmosfären. För att sådana indirekta, förmodat dåliga indikatorer ska betraktas som "dåliga", skulle de i slutändan behöva ha någon mätbar skadlig effekt på det faktiska mänskliga välbefinnandet. Ehrlich vägrade att utelämna åtgärder som Simon ansåg vara oväsentliga.
Simon sammanfattade vadet med följande analogi:
| Låt mig karakterisera deras [Ehrlich och Schneiders] erbjudande enligt följande. Jag förutspår, och detta är på riktigt, att de genomsnittliga prestationerna i nästa OS kommer att vara bättre än de i de senaste OS. I genomsnitt har prestationerna blivit bättre, OS till OS, av en mängd olika anledningar. Vad Ehrlich och andra säger är att de inte vill satsa på atletiska prestationer, de vill satsa på banans skick, eller vädret, eller funktionärerna, eller någon annan sådan indirekt åtgärd. |

## Teori
Simons bok från 1981, The Ultimate Resource, är en kritik av den dåvarande allmänna uppfattningen om resursbrist, publicerad inom ramen för den kulturella bakgrund som skapades av den bästsäljande och mycket inflytelserika boken The Population Bomb från 1968 av Paul R. Ehrlich och analysen The Limits to Growth som publicerades 1972. The Ultimate Resource utmanade den konventionella uppfattningen om befolkningstillväxt, råvarubrist och resursförbrukning. Simon menar att våra föreställningar om ökande resursbrist ignorerar de långsiktiga nedgångarna i lönejusterade råvarupriser. Ekonomiskt sett, menar han, gör ökande välstånd och teknologi fler resurser tillgängliga; även om tillgångarna kan vara fysiskt begränsade kan de betraktas som ekonomiskt obestämda eftersom gamla resurser återvinns och nya alternativ antas utvecklas av marknaden. Simon ifrågasatte idén om en förestående malthusiansk katastrof – att en befolkningsökning har negativa ekonomiska konsekvenser; att befolkningen är en belastning på naturresurser; och att vi riskerar att få slut på resurser genom överkonsumtion. Simon menar att befolkningsbrist är lösningen på resursbrist och miljöproblem, eftersom människor och marknader förnyar sig. Hans idéer hyllades av Nobelpristagarens ekonomer Friedrich Hayek och Milton Friedman, den senare i ett förord till The Ultimate Resource II från 1998, men de har också lockat kritiker som Paul R. Ehrlich, Albert Allen Bartlett och Herman Daly.
Simon undersökte olika råvaror, särskilt metaller och deras priser under historisk tid. Han antog att förutom tillfälliga brister, så förblir råvarupriserna på lång sikt på liknande nivåer eller till och med minskar. Till exempel var aluminium aldrig så dyrt som före 1886 och stål som användes till medeltida rustningar hade en mycket högre prislapp i dagens penningvärde än någon modern motsvarighet. En nyligen genomförd diskussion om långsiktiga trender inom råvaruindex stödde hans ståndpunkter.
Hans bok från 1984, The Resourceful Earth (medredigerad av Herman Kahn), är en liknande kritik av den konventionella uppfattningen om befolkningstillväxt och resursförbrukning och ett direkt svar på rapporten Global 2000. Till exempel förutspådde man att "Det finns ingen övertygande anledning att tro att världsmarknadspriserna på olja kommer att stiga under de kommande decennierna. Faktum är att priserna mycket väl kan falla under nuvarande nivåer". Oljepriserna trendade faktiskt nedåt under nästan de kommande två decennierna, innan de steg över 1984 års nivåer omkring 2003 eller 2004. Oljepriserna har därefter stigit och fallit, och stigit igen. År 2008 nådde priset på råolja 100 dollar per fat, en nivå som senast uppnåddes på 1860-talet (inflationsjusterat). Senare under 2008 föll priset återigen kraftigt, till en lägsta nivå på cirka 40 dollar, innan det steg igen till en högsta nivå runt 125 dollar. Sedan mitten av 2011 hade priserna en långsamt nedåtgående trend fram till mitten av 2014, men föll dramatiskt fram till slutet av 2015 till ca. 30 dollar. Sedan dess har priserna varit relativt stabila (under 50 dollar).
Simon var 1994 skeptisk till påståenden om att mänsklig aktivitet orsakade globala miljöskador, särskilt i samband med CFC, ozonnedbrytning och klimatförändringar.
Simon hävdade också att många miljöskador och hälsorisker från föroreningar "definitivt motbevisades". Dessa inkluderade blyföroreningar och IQ, DDT, PCB, malation, Agent Orange, asbest och den kemiska kontamineringen vid Love Canal. Han avfärdade sådana farhågor som enbart ett "värdeomdöme".
| Men också, i häpnadsväckande grad, beror beslutet om huruvida den övergripande effekten av ett barn eller en migrant är positiv eller negativ på värderingarna hos den som gör bedömningen – din preferens att spendera en dollar nu snarare än att vänta på en dollar plus något om tjugo eller trettio år, dina preferenser för att ha fler eller färre vilda djur vid liv snarare än fler eller färre människor vid liv, och så vidare. |

### Influens
Simon var en av grundarna av miljöliberalism. En artikel med titeln "Doomslayer" som profilerade Julian Simon i tidskriften Wired inspirerade danske Bjørn Lomborg att skriva boken Världens verkliga tillstånd.
Simon var också den första som föreslog att flygbolagen borde ge incitament för resenärer att avstå sin plats på överbokade flyg, snarare än att ta slumpmässiga passagerare av planet (en metod som kallas "bumping"). Även om flygbranschen initialt avvisade metoden, genomfördes den senare med framgång, vilket Milton Friedman berättar i förordet till The Ultimate Resource II. Ekonomen James Heins sade år 2009 att  metoden hade bidragit med 100 miljarder dollar till USA:s ekonomi under de senaste 30 åren. Simon fick aldrig någon personlig vinst av sin lösning.
Även om inte alla Simons argument accepterades universellt, bidrog de till en opinionsförskjutning i litteraturen om demografisk ekonomi från en starkt malthusiansk negativ syn på befolkningstillväxt till en mer neutral syn.[källa behövs] Nyare teoretiska utvecklingar, baserade på idéerna om den demografiska utdelningen och det demografiska fönstret, har bidragit till ytterligare ett skifte, den här gången bort från debatten om att se befolkningstillväxt som antingen bra eller dåligt.[källa behövs]
Simons memoarer, Ett liv mot strömmen, publicerades av hans fru efter hans död.

## Kritik
I sin bok Colapse beskriver Jared Diamond, Albert Bartlett och Garrett Hardin, Simon som alltför optimistisk och att vissa av hans antaganden inte var i linje med naturliga begränsningar.
| Vi har nu i våra händer – egentligen i våra bibliotek – tekniken för att föda, klä och förse en ständigt växande befolkning med energi under de kommande sju miljarderna åren. (Simon tillsammans med Mänsklighetens tillstånd: Stadigt förbättrande 1995) |

Diamond hävdar att en fortsatt stabil tillväxttakt för jordens befolkning skulle resultera i extrem överbefolkning långt före den föreslagna tidsgränsen. Angående de tillskrivna befolkningsprognoserna specificerade Simon inte att han antog en fast tillväxttakt som Diamond, Bartlett och Hardin har gjort. Simon menade att människor inte blir fattigare när befolkningen ökar; ett ökande antal producerar vad de behövde för att försörja sig, och har och kommer att blomstra medan matpriserna sjunker.
| There is no reason to believe that at any given moment in the future the available quantity of any natural resource or service at present prices will be much smaller than it is now, or non-existent. |
| – Simon in The Ultimate Resource, 1981 |

Diamond tror, och finner det absurt, att Simon antyder att det skulle vara möjligt att framställa metaller, t.ex. koppar, från andra element. För Simon är behovet av mänskliga resurser jämförelsevis litet i jämförelse med naturens rikedom. Han menade därför att fysiska begränsningar spelar en mindre roll och att bristen på råvaror tenderar att vara lokal och tillfällig. Den största bristen som Simon påpekar är mängden mänsklig hjärnkraft (dvs. "The Ultimate Resource") som möjliggör fortsättning av mänskliga aktiviteter under praktiskt taget obegränsad tid. Till exempel, innan kopparmalm blev knapp och priserna steg på grund av den globala ökande efterfrågan på koppartrådar och kablar, har de globala data- och telekommunikationsnäten övergått till glasfiberstamnät.
| Detta är min långsiktiga prognos i korthet, ... De materiella levnadsförhållandena kommer att fortsätta att förbättras för de flesta människor, i de flesta länder, för det mesta, på obestämd tid. Inom ett sekel eller två kommer alla nationer och större delen av mänskligheten att ligga på eller över dagens västerländska levnadsstandard. Jag spekulerar dock också i att många människor kommer att fortsätta att tänka och säga att levnadsförhållandena blir sämre. |

Detta och andra citat i Wired ska vara anledningen till Bjørn Lomborgs Världens verkliga tillstånd. Lomborg har sagt att han började sin forskning som ett försök att bemöta vad han såg som Simons antiekologiska argument, men ändrade sig efter att ha börjat analysera data.
Herman Daly, en amerikansk ekologisk och georgistisk ekonom, kritiserade Simon för att ha begått djupa misstag och överdrifter, för att ha förnekat resursändlighet och för hans åsikter att varken ekologi eller entropi existerar.

## Eftermäle
Institute for the Study of Labor instiftade den årliga Julian L. Simon-föreläsningen för att hedra Simons arbete inom befolkningsekonomi. University of Illinois i Urbana-Champaign höll ett symposium som diskuterade Simons arbete den 24 april 2002. Universitetet inrättade även Julian Simon Memorial Faculty Scholar Endowment för att finansiera en biträdande fakultetsmedlem vid handelshögskolan. Indiens Liberty Institute håller också en Julian Simon Memorial Lecture. Competitive Enterprise Institute delar årligen ut Julian Simon Memorial Award till en ekonom i Simons stil; den första mottagaren var Stephen Moore, som hade tjänstgjort som forskare under Simon på 1980-talet.

## Privatliv
Simon var en traditionalistisk jude som inte arbetade på sabbaten. Han betonade empiriska data i argument och hade en stridslysten personlighet som uppskattade retoriska utbyten. Hans fru, Rita James, var en före detta socialistisk aktivist; de träffades medan de studerade vid University of Chicago och gifte sig under den perioden. Hon var länge medlem av fakulteten vid University of Illinois i Urbana-Champaign och blev senare professor i offentlig affärer vid American University. De hade tre barn: David, Judith och Daniel.
Under en lång tid upplevde Simon en försvagande depression, vilket gjorde att han bara kunde arbeta några få timmar per dag. Han studerade även depressionens psykologi och skrev en bok om att övervinna den. Han dog i sitt hem i Chevy Chase den 8 februari 1998 av en hjärtattack.

## Högsta betyg
- Doctor honoris causa, University of Navarra, (Spanien), ekonomi, 1998

### Ytterligare källor
- Swaney, James A. (June 1991). ”Julian Simon versus the Ehrlichs: An Institutionalist Perspective”. Journal of Economic Issues 25 (2):  sid. 499–509. doi:10.1080/00213624.1991.11505183. PMID 12343813.
- Ahlburg, Dennis A. (June 1998). ”Julian Simon and the Population Growth Debate”. Population and Development Review 24 (2):  sid. 317–327. doi:10.2307/2807977.
- Panayotou, Theodore (July 2000). ”Population and Environment”. Population and Environment. Harvard University. https://dash.harvard.edu/bitstream/handle/1/39569843/054.pdf?sequence=1&isAllowed=y.
- Trewavas, Anthony (2001). ”Open debate is essential on conservation issues”. Nature 414 (6864):  sid. 581–582. doi:10.1038/414581d. Bibcode: 2001Natur.414..581T. https://www.nature.com/articles/414581d.
- Giles, Jim (May 15, 2003). ”The man they love to hate”. Nature 423 (6937):  sid. 216–218. doi:10.1038/423216a. PMID 12748610. Bibcode: 2003Natur.423..216G. https://www.nature.com/articles/423216a#citeas.
- Hall, Peter (May 2003). ”A Short Prehistory of the Bootstrap”. Statistical Science (Institute of Mathematical Statistics) 18 (2):  sid. 158–167. doi:10.1214/ss/1063994970.
- Kern, William S. (September 2003). ”Mcculloch, Scrope, and Hodgskin: Nineteenth-Century Versions of Julian Simon”. Journal of the History of Economic Thought 25 (3):  sid. 289–301. doi:10.1080/1042771032000114737.
- Boudreaux, Donald (2008). ”Simon, Julian (1932–1998)”. i Hamowy, Ronald. The Encyclopedia of Libertarianism. Thousand Oaks, CA: SAGE Publishing. ss. 463–64. doi:10.4135/9781412965811.n284. ISBN 978-1-4129-6580-4. OCLC 750831024. https://books.google.com/books?id=yxNgXs3TkJYC.
- Sabin, Paul (2013). The Bet: Paul Ehrlich, Julian Simon, and Our Gamble Over Earth's Future. Yale University Press. ISBN 9780300176483. https://yalebooks.yale.edu/book/9780300198973/the-bet/.
- Wagner, John E.; Newman, David H. (Spring 2013). ”The Simon–Ehrlich Bet: Teaching Relative vs. Absolute Scarcity”. The American Economist 58 (1):  sid. 16–26. doi:10.1177/056943451305800103.
- Christensen, Jon (August 14, 2013). ”Environmental policy: The biggest wager”. Nature 500 (7462):  sid. 273–274. doi:10.1038/500273a. Bibcode: 2013Natur.500..273C. https://www.nature.com/articles/500273a.
- Mayhew, Robert J. (April 28, 2014). Malthus: The Life and Legacies of an Untimely Prophet. Harvard University Press. ISBN 9780674419414.
- Hall, Ray (Spring 2015). ”Population and the future”. Geography 100 (1):  sid. 36–44. doi:10.1080/00167487.2015.12093952.
- Crane, Jeff (May 2016). ”Review of The Bet by Paul Sabin”. The History Teacher 49 (3):  sid. 474–475.
- Nicholson, Simon (Winter 2016). ”The Birth of Free-Market Environmentalism”. The Journal of Interdisciplinary History (MIT Press) 46 (3):  sid. 421–433. doi:10.1162/JINH_a_00870.
- Pooley, Gale; Tupy, Marian (June 29, 2020). ”Luck or insight? The Simon–Ehrlich bet re-examined”. Economic Affairs 40 (2):  sid. 277–280. doi:10.1111/ecaf.12398. https://onlinelibrary.wiley.com/doi/abs/10.1111/ecaf.12398.
- Desrochers, Pierre; Vincent, Geloso; Szurmak, Joanna (March 2021). ”Care to Wager Again? An Appraisal of Paul Ehrlich's Counterbet Offer to Julian Simon, Part 1: Outcomes”. Social Science Quarterly 102 (2):  sid. 786–807. doi:10.1111/ssqu.12928.
- Desrochers, Pierre; Vincent, Geloso; Szurmak, Joanna (March 2021). ”Care to Wager Again? An Appraisal of Paul Ehrlich's Counterbet Offer to Julian Simon, Part 2: Critical Analysis”. Social Science Quarterly 102 (2):  sid. 808–829. doi:10.1111/ssqu.12920.
- Geloso, Vincent (March 9, 2022). ”Statogenic climate change? Julian Simon and Institutions”. The Review of Austrian Economics 35 (3):  sid. 343–358. doi:10.1007/s11138-022-00581-0.
- Emmett, Ross B.; Grabowski, Jesse (March 2022). ”Better lucky than good: The Simon-Ehrlich bet through the lens of financial economics”. Ecological Economics 193. doi:10.1016/j.ecolecon.2021.107322. ISSN 0921-8009. Bibcode: 2022EcoEc.19307322E. https://www.sciencedirect.com/science/article/abs/pii/S0921800921003815.
- Vettese, Troy (September 2023). ”Hayek against Malthus: Julian Simon's Neoliberal Critique of Environmentalism”. Critical Historical Studies (University of Chicago Press) 10 (2):  sid. 283–311. doi:10.1086/726753. ISSN 2326-4462. https://www.journals.uchicago.edu/doi/abs/10.1086/726753?journalCode=chs.
- Whaples, Robert M. (October 1, 2023). ”Julian Simon: Irreplaceable Economist, Irreplaceable Man”. The Independent Review 28 (2):  sid. 271–280.
- Albert A. Bartlett. Reflections on Sustainability, Population Growth, and the Environment (revised version).